# Cadillac Coupe de Ville
La Coupe de Ville (pronuncia: ˌkuːp də ˈvɪl) è stata un'autovettura di lusso prodotta dalla Cadillac dal 1959 al 1993. Era costruita sul pianale C della General Motors.

## Il contesto

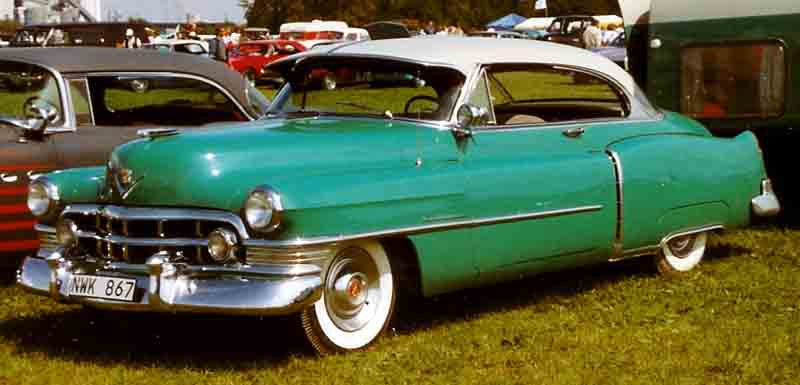
Cadillac Serie 62 Coupe de Ville del 1950

I termini "De Ville" derivano dal francese, e significano letteralmente "della città". Nel campo automobilistico, Coupé de ville si riferisce ad un tipo di carrozzeria; deriva da couper (che significa, in francese, "tagliare") e ville (in francese, "città" o "paese") ed è caratterizzata dal fatto di essere, in un certo senso, "tagliata", cioè è presente un divisorio tra il compartimento dei passeggeri e quello del guidatore.
La prima Cadillac Coupe de Ville è stato un prototipo presentato nel 1949. È stato costruito sul telaio della Cadillac Sixty Special, presentava una presa d'aria cromata installata, sulla carrozzeria, vicino alle ruote anteriori, ed aveva un parabrezza forgiato in un unico pezzo. Gli interni, incluso il cielo, vale a dire la parte interna del tetto, erano in pelle. Era equipaggiata da un telefono, da un beauty case, da un quaderno per appunti nel bracciolo posteriore, da alzacristalli elettrici e possedeva delle rifiniture cromate. Questo prototipo è stato utilizzato fino al 1957 dal presidente della General Motors Charles Wilson, e fino al 1976 da altri dipendenti del gruppo automobilistico.
La Cadillac Serie 62 Coupe de Ville è stata introdotta nella seconda metà del model year 1949. Insieme alla Buick Roadmaster, alla Buick Riviera ed all'Oldsmobile 98, è stata tra le prime hard-top senza montanti mai prodotta. Costando 3.496 dollari, fu messa sul mercato ad un dollaro in meno della Serie 62 cabriolet, e come quest'ultima, possedeva gli alzacristalli elettrici montati di serie. Aveva interni lussuosi ed il padiglione ridisegnato in modo da simulare la capote chiusa di una versione cabriolet. Nel primo anno di commercializzazione, la Serie 62 Coupe de Ville vendette 2.150 esemplari. Nel 1950 le vendite raggiunsero i 4.507 esemplari, e nel 1951 10.241. I dati di vendita del 1951 superarono quelli, dello stesso anno, della Serie 62 Club Coupe. Sempre nel 1951, per differenziare il modello dalla Serie 62 Club Coupe, comparve, sul montante posteriore, la scritta cromata "Coupe de Ville".
Nel 1956, alla Coupe de Ville, si aggiunse la Serie 62 Sedan de Ville, cioè la prima Cadillac hard-top quattro porte assemblata di serie. Similmente alla Coupe de Ville, essa era equipaggiata da un allestimento più lussuoso rispetto alla Serie 62 standard. Con 41.732 esemplari prodotti, le vendite della Sedan de Ville, nel primo anno di produzione, superarono quelle della Serie 62 berlina. Grazie al loro successo commerciale, nel 1959, la Coupe de Ville e la Sedan de Ville passarono, da allestimenti della Serie 62, a modelli a sé stanti.
Dal 1949 agli anni settanta, la Coupe de Ville, come le altre Cadillac, crebbe in lunghezza ed in potenza del motore. Fino al 1973, la lunghezza aumentò di 431,8 mm, il passo di 101,6 mm ed il peso di 408 kg. La cilindrata del motore V8 montato di serie passò da 5,4 L a 7,7 L, ed era disponibile anche con una cubatura di 8,2 L.

## La prima serie: 1959–1960
Dal 1959 la De Ville diventò un modello a sé stante. Nell'occasione, venne profondamente rivista. Il modello ora possedeva delle carenature ai parafanghi ed un frontale più affusolato. I vetri elettrici ed il servofreno erano di serie. Erano anche disponibili tergicristalli a tre velocità.
Questa generazione di Coupe de Ville possedeva il motore montato anteriormente e la trazione posteriore. Il propulsore offerto era un V8 da 6,4 L di cilindrata.

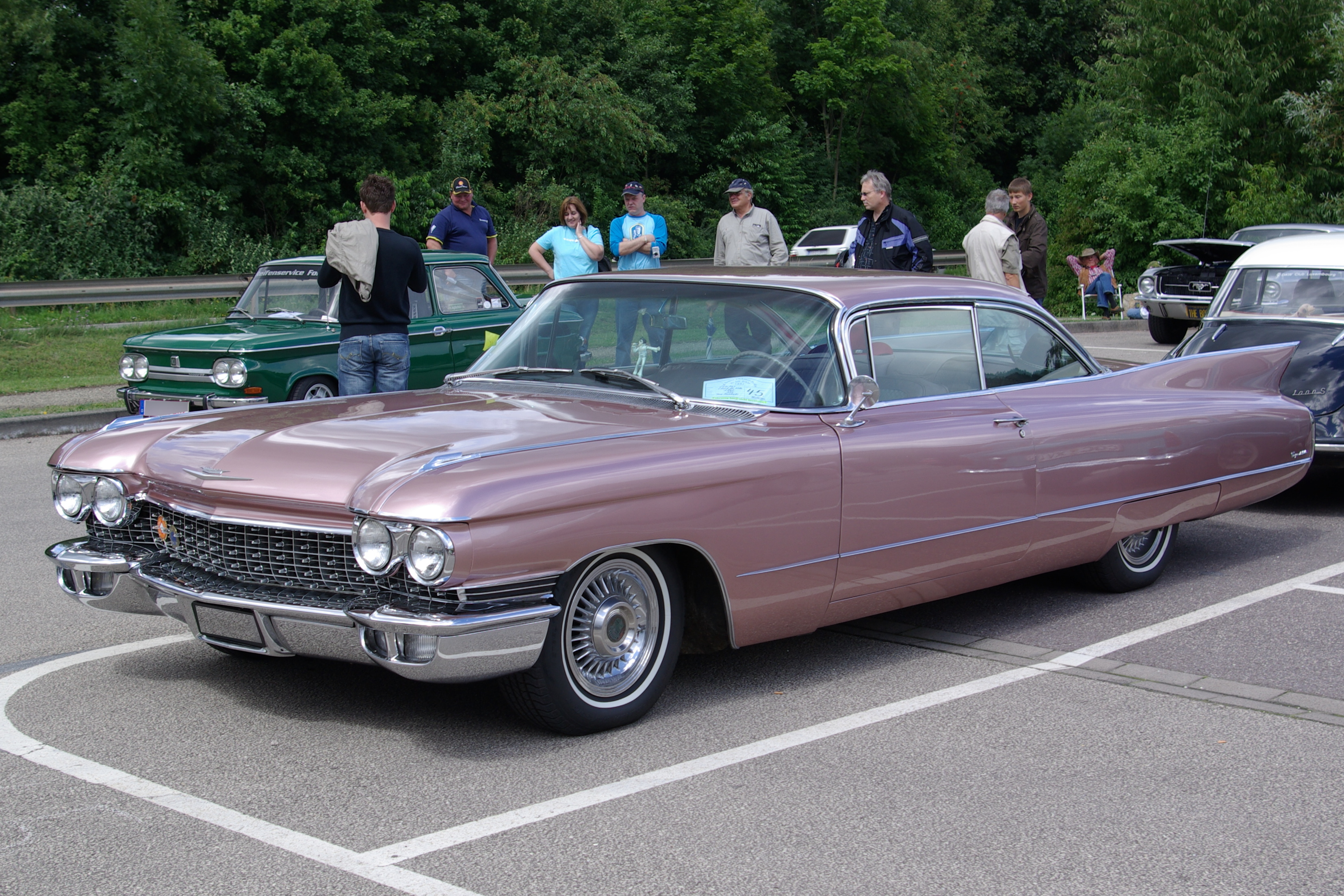
Una Cadillac Coupe de Ville due porte del 1960
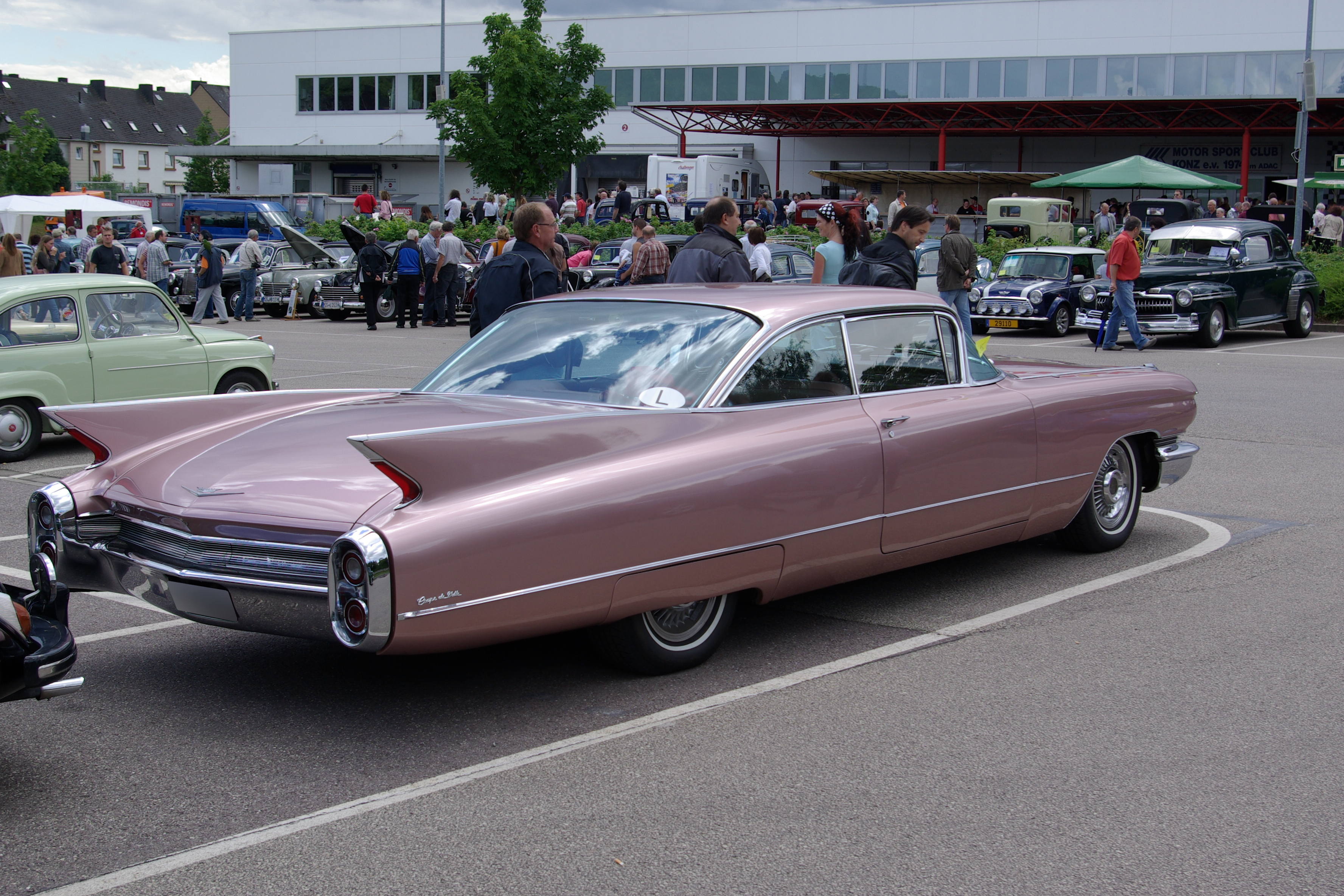
Vista posteriore di una Cadillac Coupe de Ville due porte del 1960
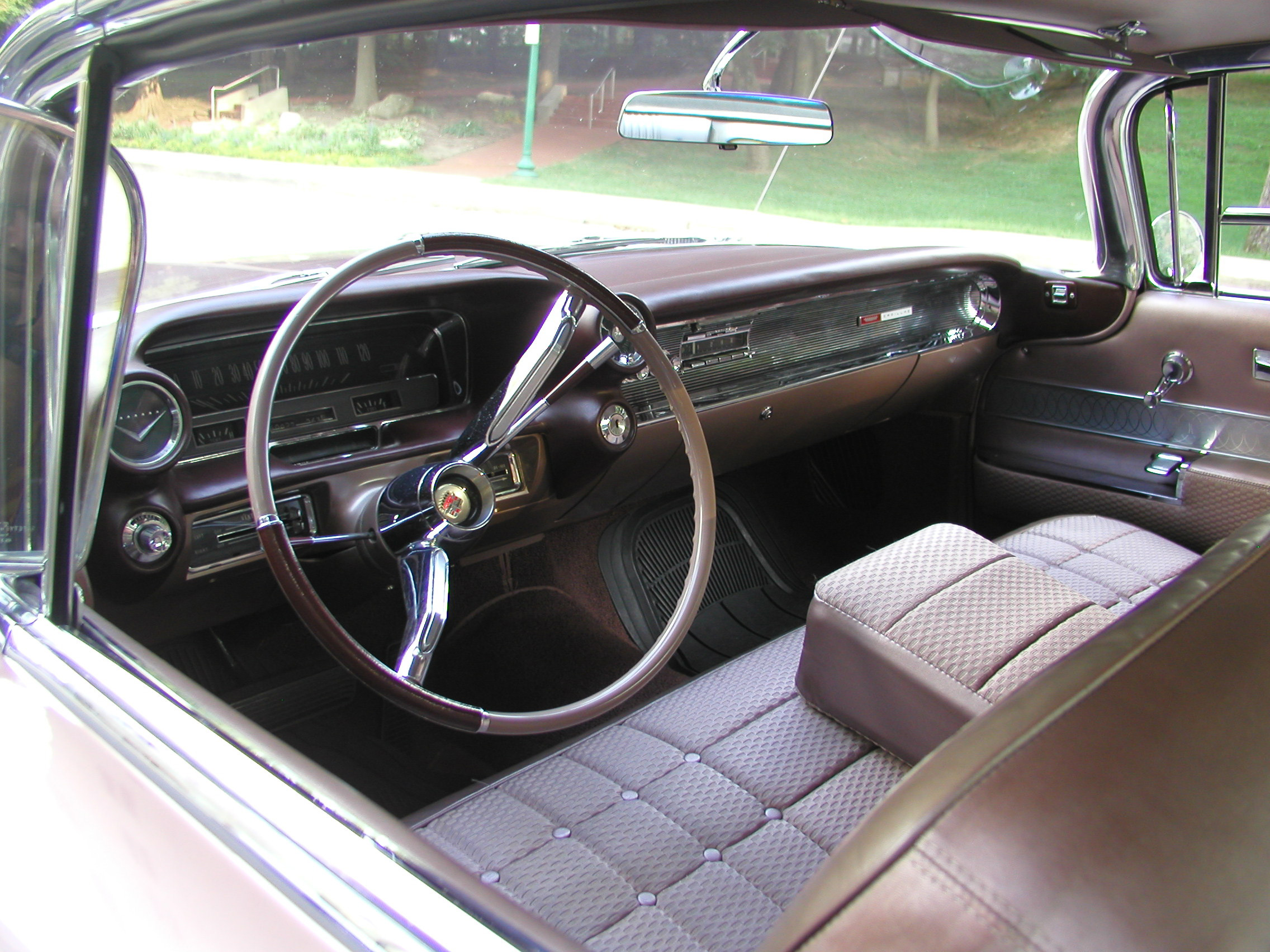
Interni di una Cadillac Coupe de Ville due porte del 1960

## La seconda serie: 1961–1964

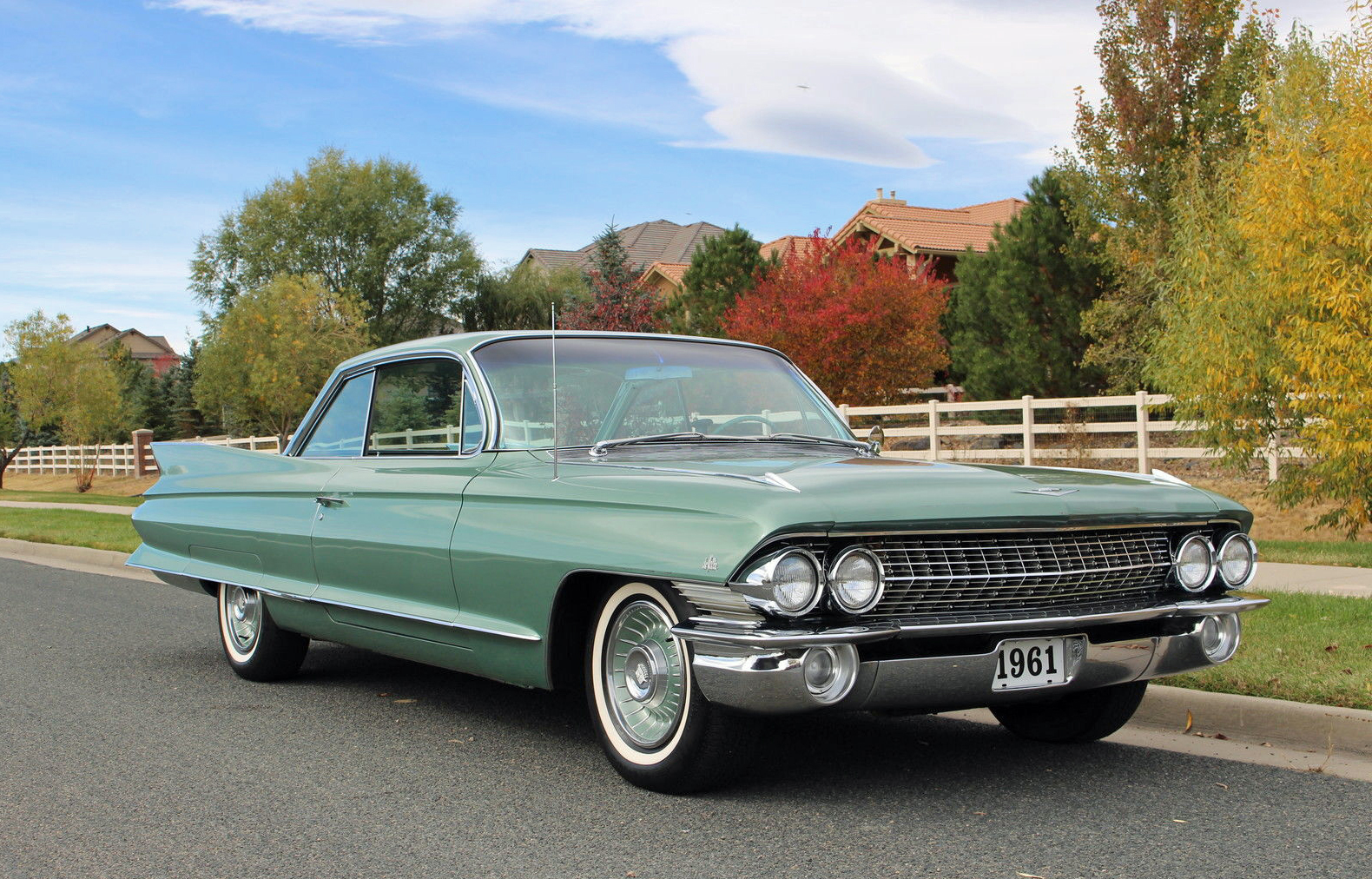
Una Cadillac Coupe de Ville del 1961

Nel 1961 la Cadillac fu oggetto di un restyling. Il modello aveva di serie gli alzacristalli ed i sedili elettrici
Dal 1962 furono offerti di serie l'impianto di riscaldamento e lo sbrinatore. I sedili singoli erano degli optional gratuiti.
Nel 1963 il volante regolabile diventò un optional.
Questa generazione di Coupe de Ville possedeva il motore montato anteriormente e la trazione posteriore. I propulsori offerti erano due, entrambi V8: uno aveva una cilindrata di 6,4 L, mentre l'altro di 7 L. Il cambio era automatico. 

## La terza serie: 1965–1970

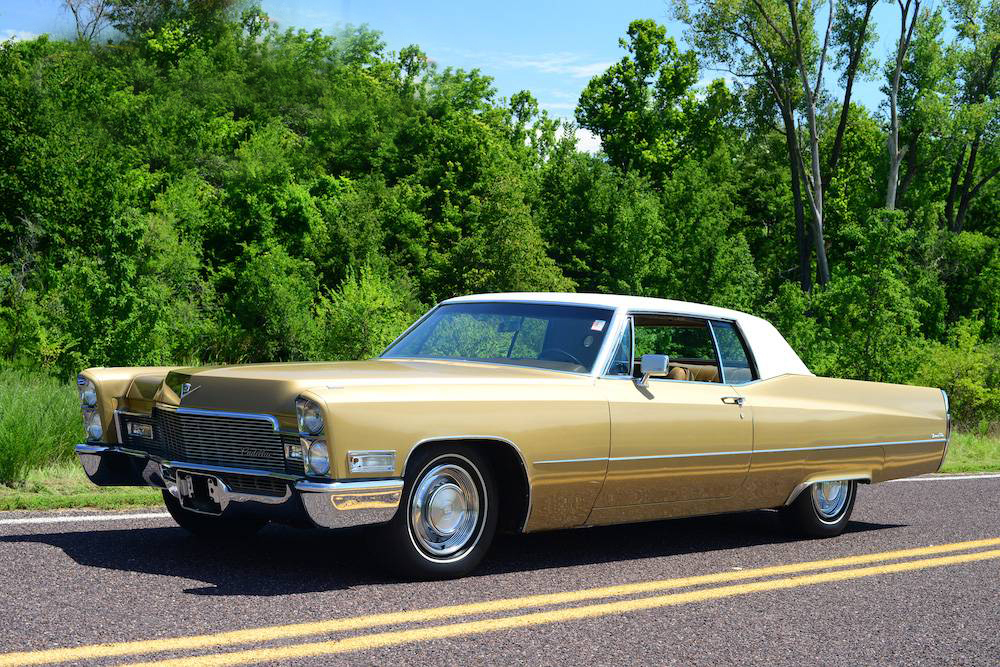
Una Cadillac Coupe de Ville del 1968

La Coupe de Ville fu rivista nel 1965, ma mantenne lo stesso passo di 3.289 mm. L'alta struttura che includeva le luci posteriori venne rimossa, mentre delle pinne appuntite e linee affilate sostituirono quelle precedenti, più arrotondate. Nuovi erano anche il paraurti posteriore dritto ed i gruppi ottici a sviluppo verticale. I fanali anteriori invece diventarono da orizzontali a verticali, e ciò permise l'installazione di una calandra più larga.
Venne offerto a 121 dollari, come optional, il tettuccio imbottito. Il volume della cilindrata del motore crebbe fino a 7 L, che permise a questo propulsore di erogare 340 CV di potenza. I modelli avevano delle scritte identificative a lato dei parafanghi, appena sotto le modanature cromate.
Nel 1966 il corpo vettura e l'equipaggiamento rimasero pressoché immutati. Le vendite superarono per la prima volta i 50.000 esemplari, anche non furono sufficienti a superare quelli della Sedan De Ville a 4 porte. I modelli De Ville con carrozzeria chiusa avevano inserti cromati attorno alle cornici dei finestrini laterali. Vennero aggiornati il motore ed il sistema di scarico.
Nel 1967 il modello venne profondamente rivisto. Il frontale ora era più inclinato in avanti. I parafanghi posteriori avevano poco più di un accenno di pinne. La calandra a tutta larghezza era affiancata da gruppi ottici a sviluppo verticale per il terzo anno consecutivo. Le luci di posizione rettangolari erano montate sul lato esterno della calandra.
Dettagli degli interni differenziavano la De Ville dalla Calais. Questi due modelli ebbero in dotazione un nuovo tettuccio, ispirato dalla concept car Florentine, presentata a New York nel 1964. Come in quella concept car, il finestrino posteriore era retrattile ed andava a riporsi in un apposito pannello.
L'equipaggiamento della Coupe de Ville del 1967 era il medesimo di quello della Calais, con l'aggiunta degli alzacristalli elettrici, dell'accendisigari per i passeggeri posteriori e dei sedili anteriori regolabili elettricamente. Accessori aggiuntivi per il 1967 furono la scatola dei fusibli estraibile e i sedili anteriori con blocco di sicurezza.
Questa generazione di Coupe de Ville possedeva il motore montato anteriormente e la trazione posteriore. I propulsori offerti erano due, entrambi V8: uno aveva una cilindrata di 7 L, mentre l'altro di 7,7 L. Il cambio era automatico a tre rapporti. 

## La quarta serie: 1971–1976

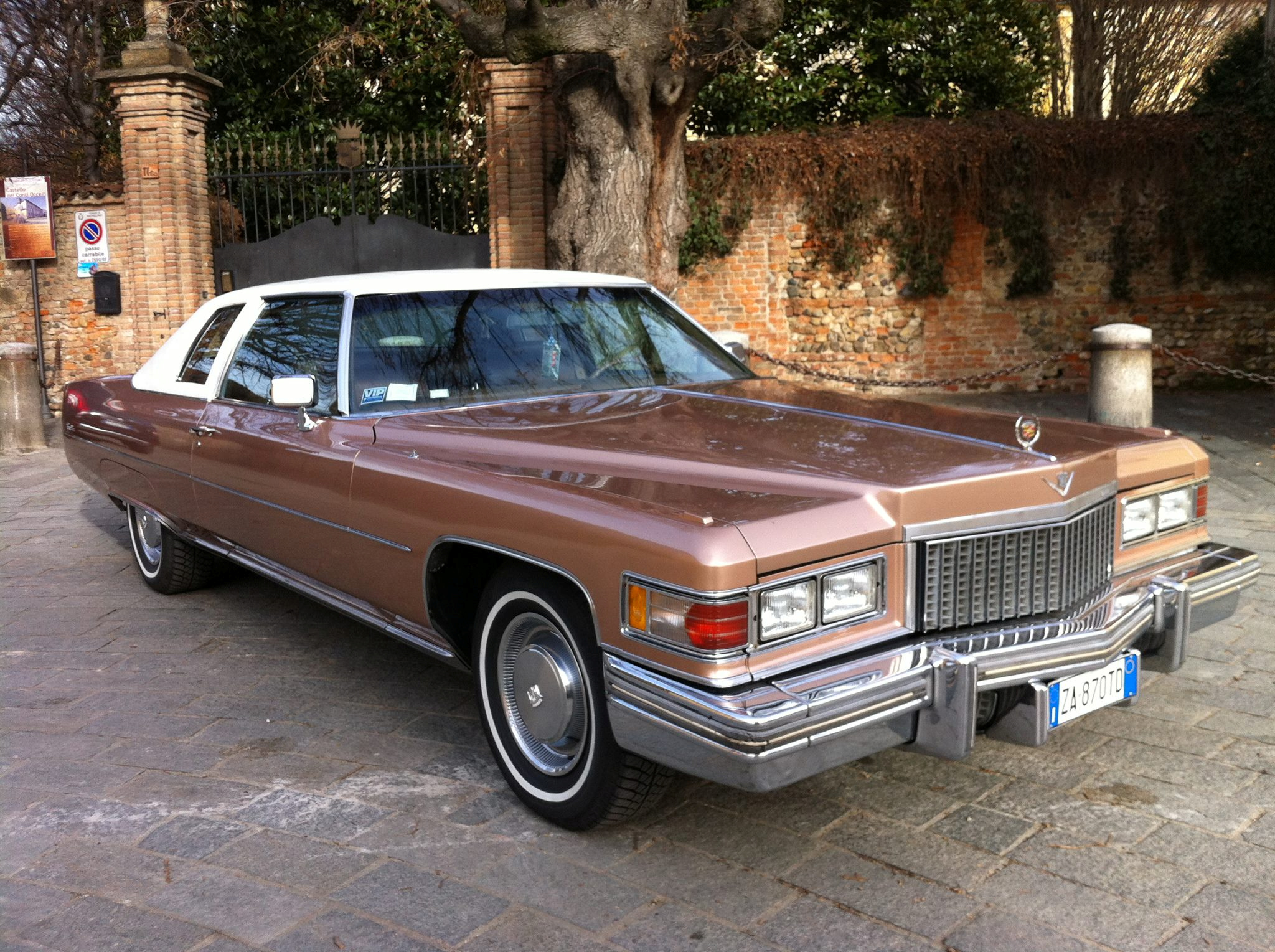
Una Cadillac Coupe de Ville del 1975

La Coupe de Ville hard-top rimase senza montanti fino al 1973. Dal 1974, infatti, i montanti vennero rimessi, e nel contempo vennero aggiunti degli opera window.
Nel 1972 fu offerto, come optional, l'ABS. Nel 1973 fu disponibile, sempre come optional, il termometro esterno. Nel 1975 apparvero i fanali anteriori rettangolari con gli indicatori di direzione incorporati. 
Nello stesso anno il motore V8 da 7,7 L di cilindrata fu tolto dal mercato, lasciando il propulsore V8 da 8,2 L come unico disponibile. Nel 1976 vennero offerti i sedili comandati elettricamente.
Questa generazione di Coupe de Ville possedeva il motore montato anteriormente e la trazione posteriore. Il cambio era automatico a tre velocità. 

## La quinta serie: 1977–1984
Quando nel 1977 la General Motors iniziò la revisione dei pianali B e C, la De Ville fu accorciata di 249 mm ed alleggerita di 340 kg. Stessa sorte toccò a tutti gli altri modelli full-size del gruppo. Il nuovo motore standard fu un V8 da 7 L di cilindrata. Nel 1978, venne aggiunto, come optional, un motore Diesel V8 Oldsmobile da 5,7 L. 
Nel 1977, la prima generazione di Cadillac in scala ridotta, che includeva la De Ville e la Fleetwood, meccanicamente analoghe, fecero la loro comparsa, e la Fleetwood andò ad occupare il ruolo di modello al top della gamma. I modelli si differenziavano da dettagli degli interni e dall'equipaggiamento. Questi furono i primi modelli De Ville ad essere venduti senza le carenature ai parafanghi posteriori.
Il motore V8 da 8,2 L non fu più offerto, e venne sostituito dal propulsore da 7 L. Nel 1980 questo motore fu sostituito da un propulsore V8 di 6 L, ed il motore Diesel diventò un optional. Il motore da 6 L diede problemi di affidabilità a causa del computer di controllo, e ciò portò la Cadillac ad introdurre nel 1982 il motore V8 HT-4100 da 4,1 L. 

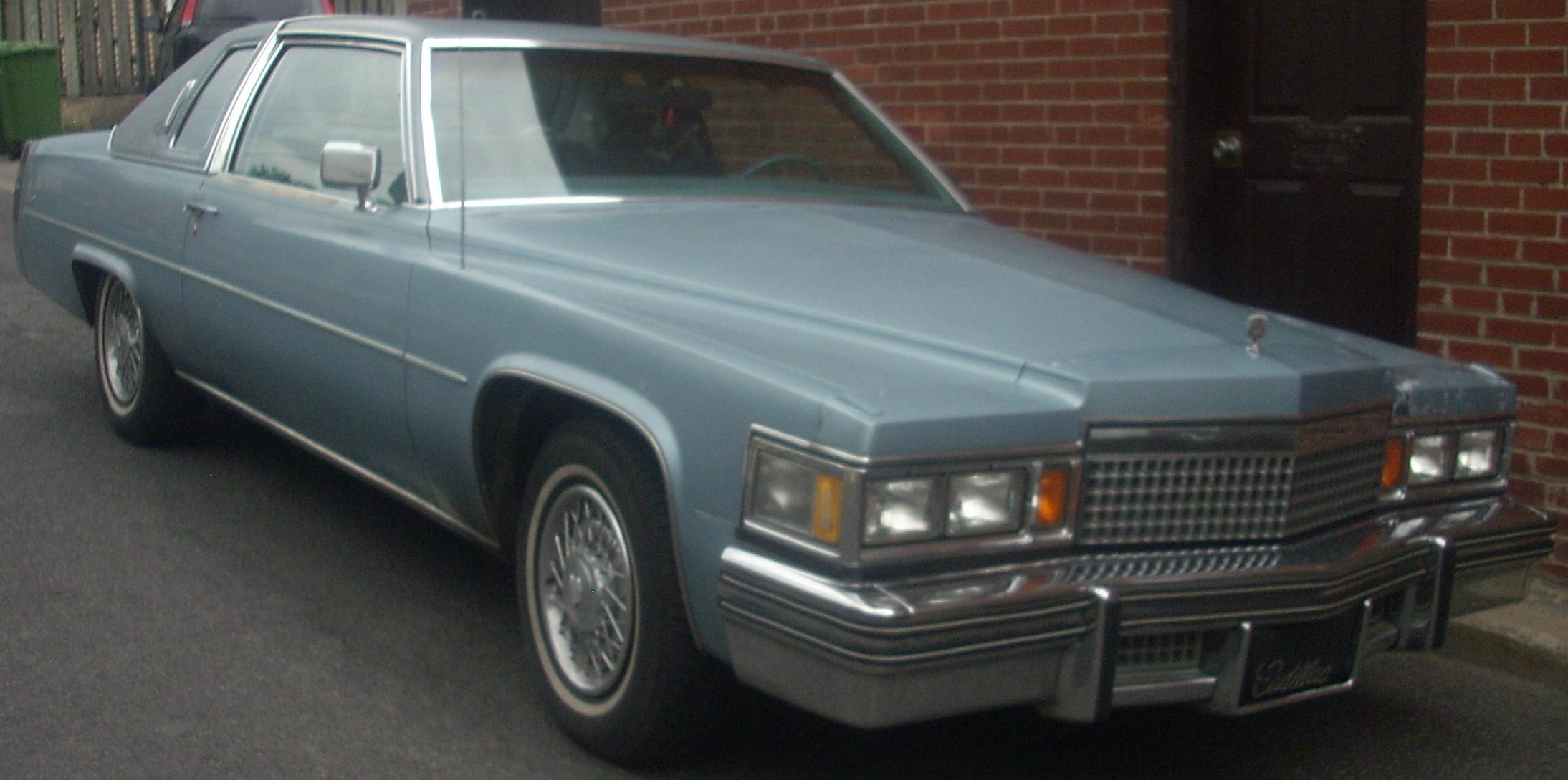
Una Cadillac Coupe de Ville

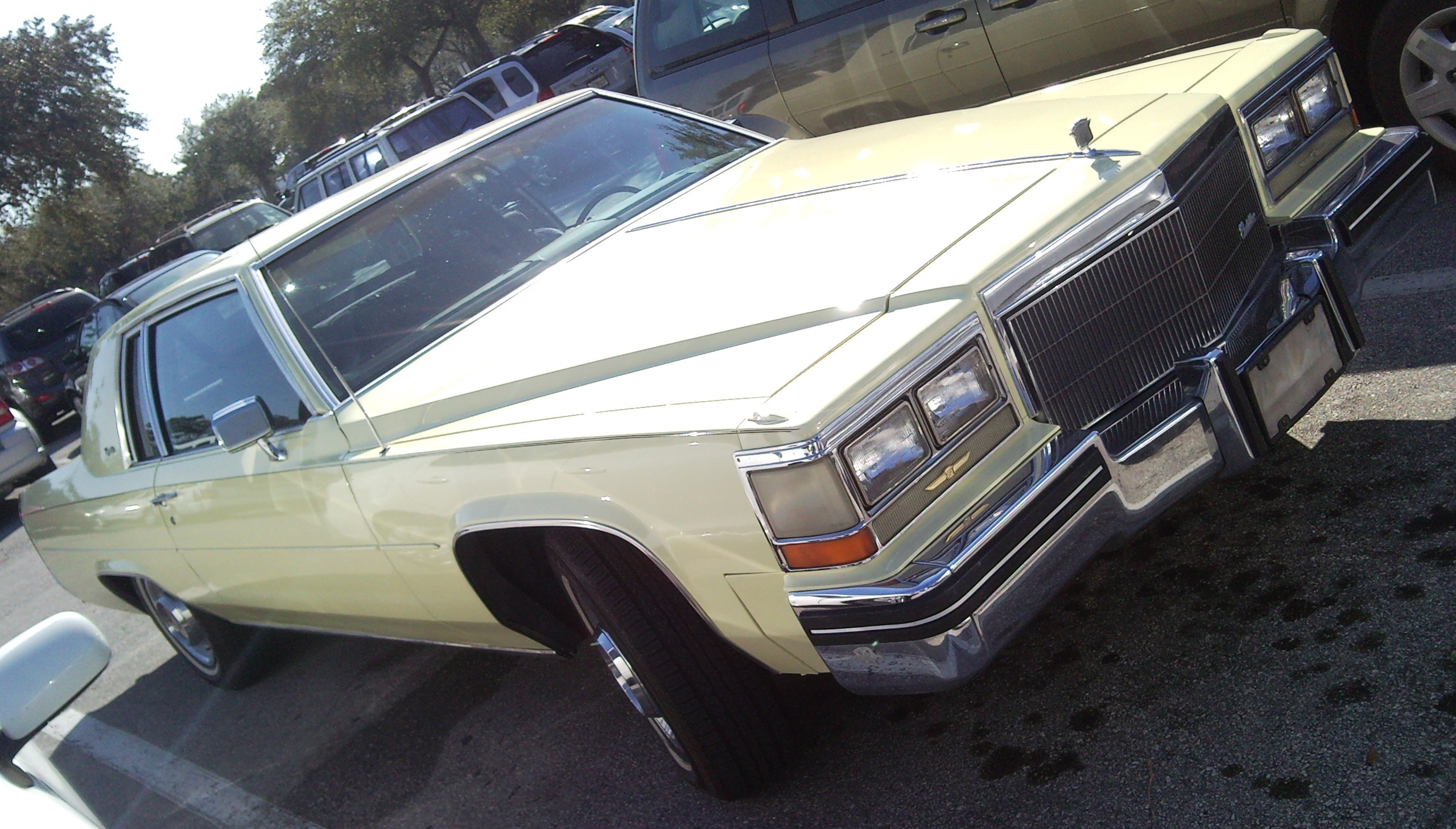
Una Cadillac Coupe de Ville del 1983

Il pacchetto d'Elegance continuò ad essere offerto. I gruppi ottici posteriori avvolgenti a tre segmenti furono disponibili solo nel 1977, anche se riapparvero nel 1987. L'opzione Cabriolet prevedeva un tettuccio rivestito in vinile e delle luci interne sui montanti. Una radio CB era offerta come optional. Gli esemplari prodotti nel 1977 furono 138.750.
Oltre alla nuova calandra, il 1978 vide anche l'installazione di luci posteriori verticali montate negli alloggiamenti cromati alle estremità del paraurti, con luci di ingombro incorporate. Quest'ultima caratteristica, fu mantenuta dalla De Ville fino al 1999 e dalla Fleetwood fino al 1996. Nel 1978 vide anche l'introduzione del pacchetto Phaeton, che comprendeva un finto tetto retrattile, speciali inserti colorati, dischi sui cerchioni e la scritta dell'allestimento sulla carrozzeria al posto dell'usuale dicitura "de Ville" sui parafanghi posteriori. Gli interni erano in pelle.
Nel 1979 vennero applicati pochi cambiamenti, tra cui la nuova calandra. Dato che nel 1977 fu tolta dal mercato la Calais, la Coupe de Ville diventò il modello base della Cadillac, a 11.728 dollari. Fu ancora disponibile il pacchetto "Phaeton".

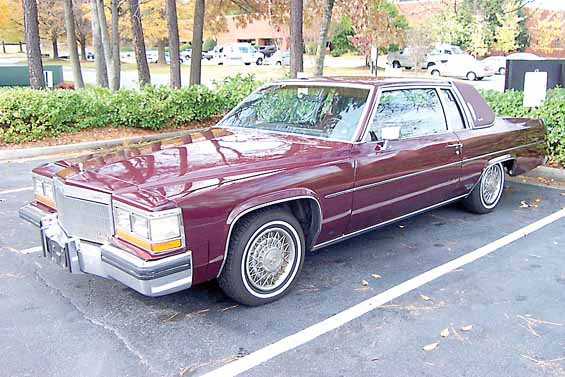
Una Cadillac Coupe de Ville del 1980

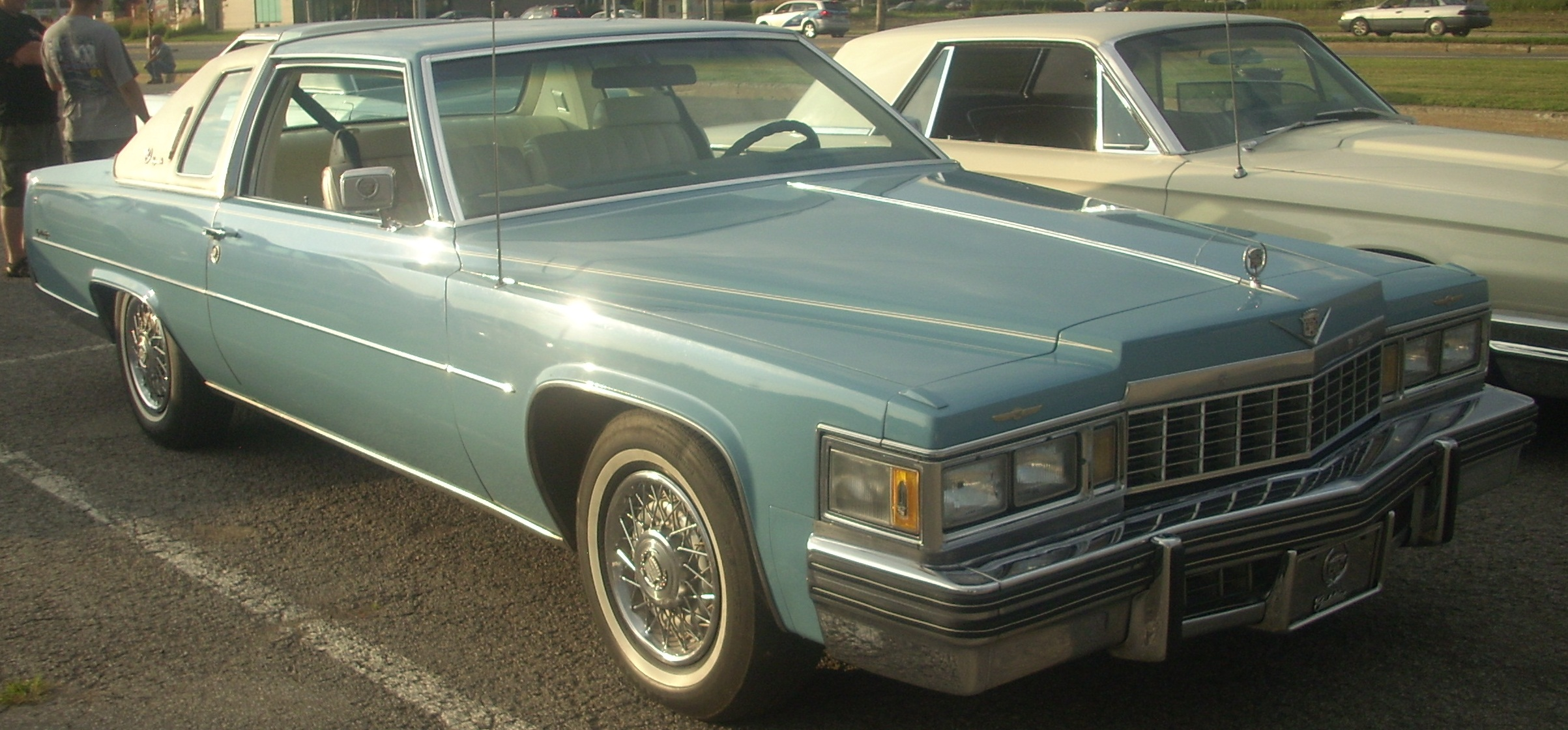
Una Cadillac Coupe de Ville del 1977

Il 1980 vide molti cambiamenti; mentre fu mantenuto lo stesso passo ed i medesimi interni, il corpo vettura fu riprogettato. L'allestimento "Phaeton" venne tolto dal mercato. Le Coupé De Ville ora montavano brillanti modanature tutte intorno ai finestrini. La calandra, cromata e con listelli verticali, richiamava le Rolls-Royce. Dal 1980 venne offerto un motore V6 Buick da 4,1 L di cilindrata e carburatore a quadruplo corpo. Questo propulsore, è stato il primo motore con meno di 8 cilindri offerto dalla Cadillac dal 1914. Nel 1980, il motore montato di serie fu un V8 da 6 L. Nell'anno citato il prezzo della Coupe de Ville era di 12.899 dollari.
Nel 1981 erano ancora presenti i problemi sopraccitati sul motore da 6 L. Nonostante le lamentele di molti clienti, la Cadillac continuò ad offrire il motore in oggetto, anche se ne prolungò la garanzia. Era ancora disponibile il propulsore V8 Diesel Oldsmobile da 5,7 L. Fu nuovamente offerto, accoppiato ad un cambio automatico, il motore Buick V6. Con l'arrivo sui mercati della Cimarron come modello Cadillac più economico, la Coupe de Ville diventò la seconda vettura meno costosa della gamma offerta, grazie ai suoi 13.450 dollari di prezzo. La calandra venne rivista, ed ora aveva un aspetto simile a quello del 1979.
Nel 1982 i cambiamenti furono pochi. Il disegno della calandra, che fu mantenuto fino al 1986, venne rivisto. Furono aggiornate anche le luci posteriori e quelle di parcheggio, oltre ai dischi dei cerchioni. La novità più importante fu il debutto del motore V8 HT-4100 da 4,1 L di cilindrata, che sostituì il problematico propulsore da 6 L. Quest'ultimo ritornò sul mercato nel 1982, ma solo sulla Fleetwood 75 limousine. Il motore appena introdotto aveva in dotazione un nuovo sistema di iniezione e delle canne cilindri in ghisa all'interno di un monoblocco in ghisa. Era accoppiato ad un cambio automatico con overdrive. Altri motori offerti come optional furono il Buick V6 e l'Oldsmobile Diesel V8. Nel 1982 la Coupe de Ville costava 15.249 dollari.
Questa generazione di Coupe de Ville possedeva il motore montato anteriormente e la trazione posteriore. Il cambio era automatico a tre o quattro velocità. 

## La sesta serie: 1985–1993

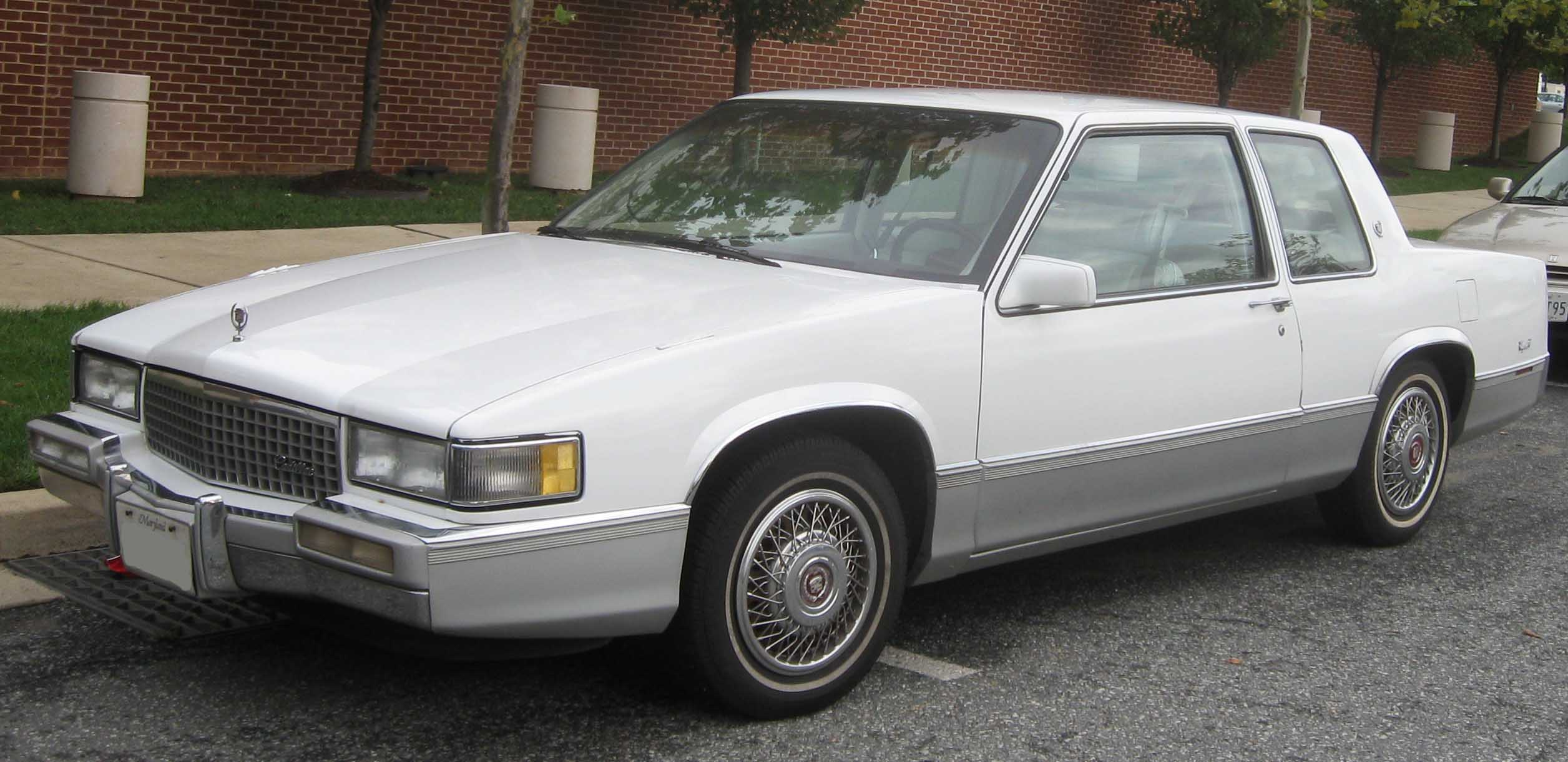
Una Cadillac Coupe de Ville del 1989/1993

Nel 1985 la Coupe de Ville fu rimpicciolita nuovamente. Più precisamente, perse 665,5 mm in lunghezza e 363 kg in peso. Con la nuova ed ultima serie, il modello adottò la trazione anteriore. Il pianale C della General Motors fu comunque rinnovato nel suo complesso. Era anche disponibile, come optional, il telefono cellulare.
Nel 1990 vennero eliminati i dischi sui cerchioni, ma furono aggiunti dei nuovi equipaggiamenti, tra cui lo specchietto di cortesia lato guidatore e un bracciolo anteriore che fungeva anche da portaoggetti. Nell'anno in questione furono prodotti 17.507 esemplari. Di questi, furono esportati 383 esemplari in Canada, 81 in Giappone e 15 in Arabia Saudita.
Nel 1991 un nuovo motore V8 da 4,9 L di cilindrata e 200 CV di potenza fu offerto tra l'equipaggiamento di serie. Gli altri motori disponibili furono un V8 da 4,1 L e 130 CV, ed un V8 da 4,5 L e 155 CV. Nello stesso anno furono rivisti la calandra, le modanature ed il paraurti. Furono offerti di serie il servofreno, la chiusura centralizzata automatica delle porte e del bagagliaio (anche con comando lato guidatore), e gli sbrinatori del lunotto e degli specchetti retrovisori. In totale, nel 1991, vennero prodotti 10.057 esemplari. Di questi, 164 furono esportati: 126 in Canada, 23 in Giappone, 5 negli stati arabi nel Golfo Persico e 3 a Porto Rico e nelle Isole Vergini Americane. Gli altri esemplari vennero esportati in Europa. Il prezzo era di 30.205 dollari.
Nel 1992 la Cadillac produsse 6.980 esemplari, di cui 144 per l'esportazione. 129 furono esportati in Canda e 15 in Giappone. Il prezzo di vendita era di 31.740 dollari
Nel 1993 vennero assemblati 4.711 esemplari. Quasi tutte le vetture avevano gli interni in pelle. Nessun esemplare fu destinato all'esportazione. Il prezzo di vendita fu di 33.915 dollari.
Questa generazione di Coupe de Ville possedeva il motore montato anteriormente e la trazione posteriore. Il cambio era automatico a quattro velocità.
Il declino delle coupé full-size spinse la Cadillac a togliere di produzione la Coupe de Ville alla fine del model year 1993.